# Olympische Winterspiele 1928/Eishockey
Das olympische Eishockeyturnier der Olympischen Winterspiele 1928 in St. Moritz (Schweiz) galt zugleich als dritte IIHF-Eishockey-Weltmeisterschaft und 13. Eishockey-Europameisterschaft. Das Turnier fand vom 11. bis zum 19. Februar 1928 statt. Elf Mannschaften nahmen daran teil, allerdings fehlten die USA.
Das Turnier startete mit einer Vorrunde in drei Gruppen. Die drei Gruppensieger erreichten die Finalrunde und spielten hier mit den gesetzten Kanadiern die Medaillen aus. Kanada holte seine dritte olympische Goldmedaille im Eishockey und den dritten WM-Titel in Folge.

## Vorrunde

### Gruppe A
| 11. Februar 1928 | Frankreich Baur Léonhard Quaglia | 2:0 (0:0, 2:0, 0:0) Spielbericht | Ungarn | St. Moritz |

| 11. Februar 1928 | Großbritannien | 7:3 (3:1, 2:0, 2:2) | Belgien Pierre Van Reyschoot (1) | St. Moritz |

| 12. Februar 1928 | Frankreich Alfred de Rauch Léonhard Quaglia Gérard Simond | 3:2 (0:1, 3:1, 0:0) Spielbericht | Großbritannien Eric Carruthers Eigentor | St. Moritz |

| 12. Februar 1928 | Belgien Pierre Van Reyschoot Marco Peltzer (2) | 3:2 (0:1, 3:1, 0:0) Spielbericht | Ungarn Béla Weiner Sándor Magyar | St. Moritz |

| 13. Februar 1928 | Frankreich Gérard Simond | 1:3 (0:2, 0:0, 1:1) Spielbericht | Belgien Pierre Van Reyschoot 2 David Meyer | St. Moritz |

| 15. Februar 1928 | Großbritannien | 1:0 (1:0, 0:0, 0:0) Spielbericht | Ungarn | St. Moritz |

Abschlusstabelle
| Pl | Team           | Sp | S | U | N | Tore  | Diff | Pkt. |
| -- | -------------- | -- | - | - | - | ----- | ---- | ---- |
| 1  | Großbritannien | 3  | 2 | 0 | 1 | 10:06 | +4   | 4:2  |
| 2  | Frankreich     | 3  | 2 | 0 | 1 | 06:05 | +1   | 4:2  |
| 3  | Belgien        | 3  | 2 | 0 | 1 | 09:10 | −1   | 4:2  |
| 4  | Ungarn         | 3  | 0 | 0 | 3 | 02:06 | −4   | 0:6  |

### Gruppe B
| 11. Februar 1928 | Schweden Gustaf Johannson (18.) Sigfrid Öberg (25.) Gustaf Johannson (42.) | 3:0 (1:0, 1:0, 1:0) Spielbericht | Tschechoslowakei | St. Moritz |

| 12. Februar 1928 | Polen Tadeusz Adamowski (25.) Aleksander Tupalski (30.) | 2:2 (0:1, 2:1, 0:0) | Schweden Birger Holmqvist (8.) Birger Holmqvist (16.) | St. Moritz |

| 13. Februar 1928 | Tschechoslowakei Josef Maleček (1.) Karel Hromádka (33.) Josef Maleček (49.) | 3:2 (1:1, 1:1, 1:0) Spielbericht | Polen Aleksander Tupalski (8.) Josef Šroubek (Eigentor) | St. Moritz |

Abschlusstabelle
| Pl | Mannschaft       | Sp | S | U | N | Tore | Diff | Pkt. |
| -- | ---------------- | -- | - | - | - | ---- | ---- | ---- |
| 1  | Schweden         | 2  | 1 | 1 | 0 | 5:2  | +3   | 3:1  |
| 2  | Tschechoslowakei | 2  | 1 | 0 | 1 | 3:5  | −2   | 2:2  |
| 3  | Polen            | 2  | 0 | 1 | 1 | 4:5  | −1   | 1:3  |

### Gruppe C
| 11. Februar 1928 | Schweiz Louis Dufour Heini Meng Robert Breiter Louis Dufour | 4:4 (2:4, 1:0, 1:0) Spielbericht | Österreich Josef Göbl Ulrich Lederer (2) Josef Göbl | St. Moritz |

| 12. Februar 1928 | Österreich | 0:0 (0:0, 0:0, 0:0) Spielbericht | Deutsches Reich | St. Moritz |

| 16. Februar 1928 | Deutsches Reich | 0:1 (0:1, 0:0, 0:0) Spielbericht | Schweiz Richard Torriani | St. Moritz |

Abschlusstabelle
| Pl | Mannschaft      | Sp | S | U | N | Tore | Diff | Pkt. |
| -- | --------------- | -- | - | - | - | ---- | ---- | ---- |
| 1. | Schweiz         | 2  | 1 | 1 | 0 | 5:4  | +1   | 3:1  |
| 2. | Österreich      | 2  | 0 | 2 | 0 | 4:4  | 0    | 2:2  |
| 3. | Deutsches Reich | 2  | 0 | 1 | 1 | 0:1  | −1   | 1:3  |

## Finalrunde
| 17. Februar 1928 | Kanada I. Dave Trottier I. Hugh Plaxton I. Joe Sullivan I. Dave Trottier II. Dave Trottier (3) II. Hugh Plaxton III. Hugh Plaxton III. Louis Hudson III. Dave Trottier | 11:0 (4:0, 4:0, 3:0) Spielbericht | Schweden | St. Moritz |

| 17. Februar 1928 | Schweiz II. Louis Dufour II. Albert Geromini III. Anton Morosani III. Louis Dufour | 4:0 (0:0, 2:0, 2:0) Spielbericht | Großbritannien | St. Moritz |

| 18. Februar 1928 | Kanada Hugh Plaxton (6) Louis Hudson (4) Dave Trottier Frank Fisher Bert Plaxton John Porter | 14:0 (6:0, 4:0, 4:0) Spielbericht | Großbritannien | St. Moritz |

| 18. Februar 1928 | Schweiz | 0:4 (0:1, 0:0, 0:3) Spielbericht | Schweden Gustaf Johansson Birger Holmqvist (2) Gustaf Johansson | St. Moritz |

| 19. Februar 1928 | Schweden Wilhelm Petersén (2) Gustaf Johansson | 3:1 (2:1, 0:0, 1:0) Spielbericht | Großbritannien Eric Carruthers | St. Moritz |

| 19. Februar 1928 | Schweiz | 0:13 (0:2, 0:6, 0:5) Spielbericht | Kanada Ross Taylor (2) Hugh Plaxton (4) John Porter (2) David Trottier (5) | St. Moritz |

Abschlusstabelle der Finalrunde
| Pl | Mannschaft     | Sp | S | U | N | Tore  | Diff | Pkt. |
| -- | -------------- | -- | - | - | - | ----- | ---- | ---- |
| 1  | Kanada         | 3  | 3 | 0 | 0 | 38:0  | +38  | 6:0  |
| 2  | Schweden       | 3  | 2 | 0 | 1 | 07:12 | −05  | 4:2  |
| 3  | Schweiz        | 3  | 1 | 0 | 2 | 04:17 | −13  | 2:4  |
| 4  | Großbritannien | 3  | 0 | 0 | 3 | 01:21 | −20  | 0:6  |

## Abschlussplatzierung und Mannschaftskader

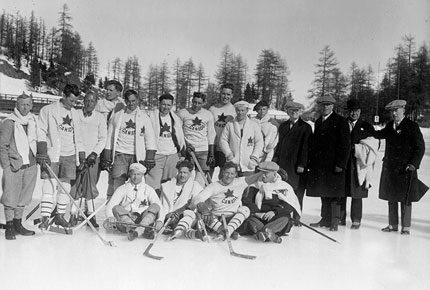
Die siegreiche kanadische Mannschaft bei den Olympischen Winterspielen 1928

| Platzierung    | Mannschaft       | Spieler |
| -------------- | ---------------- | --- |
| Goldmedaille   | Kanada           | Charles Delahay, Frank Fisher, Louis Hudson, Norbert Mueller, Herbert Plaxton, Hugh Plaxton, Roger Plaxton, John Porter, Frank Sullivan, Joseph Sullivan, Ross Taylor, David Trottier Trainer: Conn Smythe                              |
| Silbermedaille | Schweden         | Carl Abrahamsson, Emil Bergman, Birger Holmqvist, Gustaf Johansson, Henry Johansson, Nils Johansson, Ernst Karlberg, Erik Larsson, Bertil Linde, Sigfrid Öberg, Wilhelm Petersén, Kurt Sucksdorff Trainer: Viking Harbom, Sten Mellgren |
| Bronzemedaille | Schweiz          | Giannin Andreossi, Mezzi Andreossi, Robert Breiter, Louis Dufour, Charles Fasel, Albert Geromini, Fritz Kraatz, Arnold Martignoni, Heini Meng, Anton Morosani, Luzius Rüedi, Richard Torriani Trainer: Bobby Bell                       |
| 4.             | Großbritannien   | Blaine Sexton, Eric Carruthers, Ross Cuthbert, Nevill Melland, Victor Tait, Cecil Wylde, Colin Carruthers, William Speechly, Harold Greenwood, Wilbert Hurst-Brown, John Rogers, Bernard Fawcett                                        |
| 5.             | Frankreich       | André Charlet, Raoul Couvert, Georges Robert, Albert Hassler, Jacques Lacarrière, Philippe Lefebure, François Mautin, Calixte Payot, Philippe Payot, Léon Quaglia, Alfred de Rauch, Gérard Simond                                       |
| 5.             | Österreich       | Herbert Brück, Walter Brück, Jacques Dietrichstein, Hans Ertl, Josef Göbl, Hans Kail, Herbert Klang, Ulrich Lederer, Walter Sell, Reginald Spevak, Hans Tatzer, Hermann Weiß Trainer: Edgar Dietrichstein                               |
| 5.             | Tschechoslowakei | Jan Peka, Jaroslav Pušbauer, Bohumil Steigenhöfer, Josef Šroubek, Wolfgang Dorasil, Karel Hromádka, Jan Krásl, Johann Lichnowski, Josef Maleček, Jiří Tožička Trainer: František Lorenz                                                 |
| 8.             | Belgien          | Roger Bureau, Hector Chotteau, Albert Collon, François Franck, Guillaume Hoorickx, Jean Meeus, David Meyer, Marco Peltzer, Jacques Van Reyschoot, Pierre Van Reyschoot, Jean Van Der Wouwer, Willy Kreitz, André Bautier                |
| 8.             | Polen            | Tadeusz Adamowski, Edmund Czaplicki, Aleksander Kowalski, Włodzimierz Krygier, Lucjan Kulej, Stanisław Pastecki, Aleksander Słuczanowski, Józef Stogowski, Karol Szenajch, Aleksander Tupalski, Kazimierz Żebrowski                     |
| 8.             | Deutsches Reich  | Gustav Jaenecke, Franz Kreisel, Fritz Rammelmayr, Erich Römer, Walter Sachs, Hans Schmid, Martin Schröttle, Marquard Slevogt, Alfred Steinke, Wolfgang Kittel Trainer: Erich Römer                                                      |
| 11.            | Ungarn           | Miklós Barcza, Frigyes Barna, Tibor Heinrich von Omorovicza, Péter Krempels, István Krepuska, Géza Lator, Sándor Magyar, Béla Ordódy, József de Révay, Béla Weiner                                                                      |

## Abschlussplatzierung Europameisterschaft
|     | Mannschaft             |
| --- | ---------------------- |
| 1.  | Schweden               |
| 2.  | Schweiz                |
| 3.  | Vereinigtes Königreich |
| 4.  | Frankreich             |
| 5.  | Österreich             |
| 6.  | Tschechoslowakei       |
| 7.  | Belgien                |
| 8.  | Polen                  |
| 9.  | Deutsches Reich        |
| 10. | Ungarn                 |